# Preußisches Herrenhaus
 Der er for få eller ingen kildehenvisninger i denne artikel, hvilket er et problem. Du kan hjælpe ved at angive troværdige kilder til de påstande, som fremføres i artiklen.

Det preussiske Herrehus var Preussens overhus, og huset fungerede som første kammer i den preussiske landdag. 
Herrehuset blev oprettet af kong Frederik Wilhelm 4. af Preussen i 1854, og det blev nedlagt efter den tyske revolution i 1918.

## Social struktur
Selv om Borgerskabet var repræsenteret af byer og universiteter, så var Herrehuset entydigt domineret af den højere adel. Allerede ved husets oprettelse i 1854 havde Frederik Wilhelm IV sikret junkerne (godsejerne) en stærk stilling i forsamlingen. Junkerne bevarede denne indflydelse frem til 1918.
Af de 1295 personer, der var medlemmer af Herrehuset i de 64 år, som huset eksisterede, tilhørte 862 (66,5 %) den gamle adel, mens 103 (8,0 %) var blevet optaget i adelsstanden. De sidste 295 medlemmer (25,5 %) var borgerlige. I 1911 var 260 af de 347 medlemmer adelige. 
Af medlemmerne i 1914 var 21 % lokale statsembedsmænd (typisk amtmænd (landråder)). 3,5 % var ansat i udenrigstjenesten. 11 % var officerer, mens 9 % var ansat i centraladministrationen. 55,2 % var godsejere med landbrug som hovederhverv.
Geografisk så var de syv østlige provinser overrepræsenterede, mens de provinser, der blev erobret i krigene mod Danmark (1864) og Østrig (1866) var underrepræsenterede. De erobrede provinser (Slesvig-Holsten, Hannover og Hessen-Nassau) blev annekterede af Preussen i 1867. På grund af de mange embedsmænd og officerer, så var Berlin også overrepræsenteret. 
Den evangeliske kirke var kun repræsenteret af domkapitlerne i Brandenburg, Merseburg og Naumburg. Desuden udnævnte kongen nogle katolske gejstlige. Blandt de verdslige medlemmer var der en del katolikker fra de senere polske områder og fra de nuværende delstater Nordrhein-Westfalen og Rheinland-Pfalz. Jøderne var klart underrepræsenterede. Dette hænger sammen med, at jøderne først fik lov til at købe godser i 1812.